# HMS Royal Oak
Az HMS Royal Oak (Királyi Tölgy) egy Revenge osztályú brit csatahajó volt, amelyet a második világháborúban a német U–47 tengeralattjáró süllyesztett el Scapa Flow-ban.

## Pályafutása
Az HMS Royal Oak 1916-ban állt hadrendbe, és május 31-én már részt vett a skagerraki csatában. Az I. világháborúban részt vevő egyik legerősebb csatahajónak számított. A két világháború között az Atlanti-óceánon, a Földközi-tengeren, illetve a brit szigetek körül tevékenykedő Home Fleet-ben szolgált. Kétszer is felújították, 1922-24 és 1934-35 között. A Revenge osztály hajóit a tervek szerint az új Lion osztályú csatahajók szolgálatba állításával párhuzamosan 1941 és 1943 között kivonták volna a szolgálatból. A II. világháború elején az U-47 német tengeralattjáró (parancsnoka Günther Prien sorhajóhadnagy) belopózott a Scapa Flow-ban horgonyzó hajók közé, és megtorpedózta az HMS Royal Oakot, amely 13 perc alatt elsüllyedt. A német támadásban több mint 800 tengerész veszett oda. A hatalmas emberveszteséggel járó eset közfelháborodást váltott ki Nagy-Britannia. Testvérhajói: HMS Royal Sovereign, HMS Resolution, HMS Ramillies és HMS Revenge.

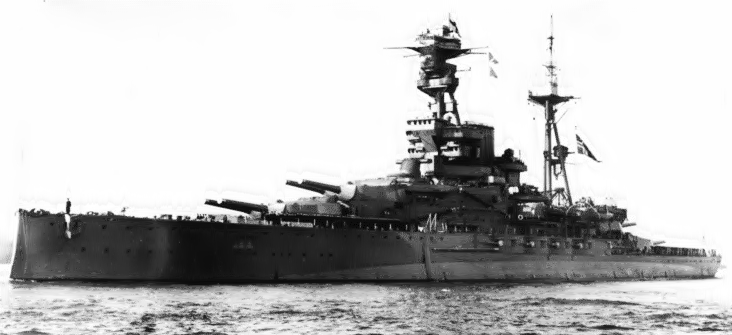
Az HMS Royal Oak brit csatahajó 1924-es korszerűsítését követően.
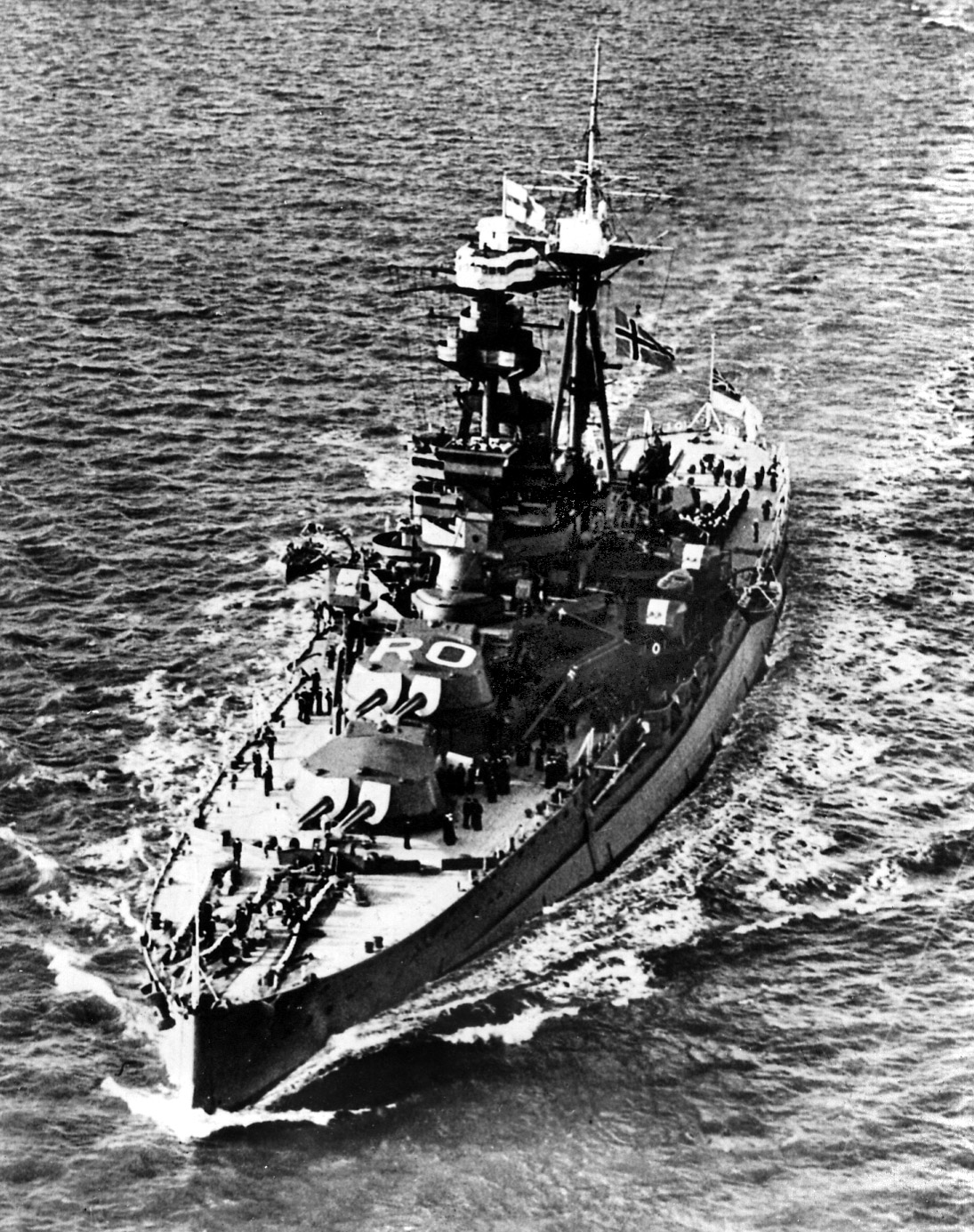
Az HMS Royal Oak brit csatahajó 1938-ban.